# ریدلبرگ
ریدلبرگ (به آلمانی: Riedelberg) یک شهر در آلمان است که در زودوستپفالتس واقع شده‌است. ریدلبرگ ۴۹۲ نفر جمعیت دارد.